# Mina Tanaka
Mina Tanaka (født 28. april 1994) er en japansk fodboldspiller. Hun har spillet for Japans kvindefodboldlandshold.

## Japans fodboldlandshold
| Japans landshold | Japans landshold | Japans landshold |
| År               | Kmp              | Mål              |
| ---------------- | ---------------- | ---------------- |
| 2013             | 4                | 1                |
| 2014             | 0                | 0                |
| 2015             | 2                | 0                |
| 2016             | 0                | 0                |
| 2017             | 14               | 5                |
| 2018             | 15               | 8                |
| Total            | 35               | 14               |